# Haemaphysalis kadarsani
Haemaphysalis kadarsani är en fästingart som beskrevs av Harry Hoogstraal och Wassef 1977. Haemaphysalis kadarsani ingår i släktet Haemaphysalis och familjen hårda fästingar. Inga underarter finns listade i Catalogue of Life.